# Ribhu
En la religión hinduista, los Ribhus son los dioses de los oficios, artesanos, cargadores y deidades del Sol.

## Nombre sánscrito
- ṛbhu, en el sistema AITS (alfabeto internacional para la transliteración del sánscrito).[1]
- ऋभु, en escritura devanagari del sánscrito.[1]
- Pronunciación: /ríbJu/ en sánscrito[1]

### Etimología
Este sustantivo ribhu relacionado con el adjetivo ribhú (inteligente, talentoso, inventivo, prudente).
- Se utiliza para referirse al dios Indra, al dios Agni, y a los dioses Aditias; según el Rig-veda.
- También se utiliza para referirse a una propiedad o a la riqueza; según el Rig-veda 4.37.5 y 8.93.34.
- También se utiliza para referirse a una flecha; según el Atharva-veda 1.2.3.

Tanto el sustantivo ribhu como el adjetivo ribhú provienen de una raíz común rabh (‘apoderarse de, agarrar firmemente, tomar, abrazar’).

## En los libros sagrados hinduistas
Once himnos del Rig-veda (el texto más antiguo de la India, de mediados del II milenio a. C.) están dedicados a los Ribhus: 1.20, 1.110, 1.111, 1.161, 3.60, 4.33-37, 7.48.
En el Rig Vedá 1.3.2 el término ribhúmat (en sánscrito: ‘que posee ribhú’) quiere decir ‘inteligente, hábil, inventivo o prudente’.

En el Rig Vedá 4.37.5 y 8.93.34 se refiere a riquezas o propiedades.

En el Rig Vedá 1.2.3 se refiere a una flecha.
En otras partes (como en el Atharva-veda) también se refiere a Indra, Agni y los Aditias.
La palabra ríbhwa, ríbhwan, y ríbhwas (por ejemplo en el Atharva-veda 5.2.7) se refiere a Indra, Tuastri, Agni, etc.
El nombre genérico ribhús se refiere a un artista, a alguien que trabaja el hierro, un herrero, un constructor (de carruajes, etc.).

### Idioma indoeuropeo
El término sánscrito ribhu proviene de una antiquísima palabra desconocida en el idioma indoeuropeo, que produjo otras palabras en idiomas europeos:
- trabajo (en español)
- rab-ŭ (eslavo)
- labor (en latín)
- alfeîn (en griego)
- earfod (en idioma anglosajón)
- arb-aiths (en gótico, de donde viene el alemán Arbeit)

En algunos textos en idioma español, a veces estas deidades son nombradas Rbhus (con plural en español). Pero esa erre inicial en realidad es la cuarta vocal sánscrita: ri (no rri).

## Mitología
Los Ribhus son tres seres divinos: Ribhu, Vasha y Vibhuán (el nombre del primero se les aplica a los tres).
Según algunas fuentes, son hijos de Indra (el rey de los devas) y su consorte Indrani.
Se los conoce por su talento como artistas. Se supone que viven en la esfera solar, y son los artesanos que formaron los caballos de Indra, la cuadriga de los Asuins y la milagrosa vaca de Brijaspati; ellos rejuvenecieron a sus padres y realizaron otras proezas maravillosas (su-apas).
Cada año permanecen inactivos durante doce días (los doce días intercalados del solsticio de invierno) en la casa del Sol (Agohya), después de lo cual recomienzan a trabajar.
Según la traducción del Rig-veda de Ludwig (vol. 3, pág. 187), podrían ser las tres estaciones del año.
Según la traducción del Rig-veda de Kaegi (pág. 53f) y según el Atharva-veda, cuando los devas oyeron del talento de los Ribhú, enviaron a Agni con la copa creada por Tvashtri —el artífice de los devas y rival de los Ribhú— desafiando a estos a que construyeran cuatro copas a partir de esta única. Cuando así lo hicieron, los devas aceptaron a los Ribhú entre ellos y les permitieron tomar parte de los sacrificios que los humanos les ofrecen.
Generalmente se los muestra acompañando a Indra, especialmente en el sacrificio de la tarde.
En la mitología posterior (por ejemplo en el Visnu-purana, Ribhú es un hijo del dios Brahmá de cuatro cabezas.
Y según lexicógrafos (como Amarasimja, Jalaiudha y Jemachandra) es una deidad.
Según el Visnú-purana, el sabio desnudo Yada Bharata le contó la historia de Ribhú al rey Rajugana para iluminarlo.